# Amalrik III van Thouars
Amalrik III van Thouars (overleden in 997) was van 987 tot aan zijn dood burggraaf van Thouars.

## Levensloop
Amalrik III was de oudste zoon van burggraaf Herbert I van Thouars en Hildegarde, dochter van burggraaf Cadelon II van Aulnay. 
In 987 volgde hij zijn vader op als burggraaf van Thouars, wat hij bleef tot aan zijn dood in 997. In deze functie was hij een vazal van zowel hertog Willem IV van Aquitanië, in diens functie als graaf van Poitiers, als graaf Fulco III van Anjou. In 1092 steunde hij Fulco in de oorlog tegen Bretagne om het bezit van het graafschap Nantes; zo nam hij deel aan de Slag bij Conquereuil, waarbij Fulco zegevierde. Als dank hiervoor kreeg Amalrik het regentschap over de minderjarige graaf Judicaël van Nantes toegewezen. Toen Fulco in 994 nabij Passavant een fort bouwde om de regio te controleren, nam Amalrik afstand van de graaf van Anjou.
Amalrik was gehuwd met ene Elvisa, maar het huwelijk bleef kinderloos. Wel had hij een buitenechtelijke zoon Aymon (975-?), die heer van Dinan was. Zijn jongere broer Savary III volgde hem op.